# Иван Мирчев
Иван Мирчев е български поет.

## Биография
Роден е на 11 октомври 1897 г. в Стара Загора. Първите му публикувани стихове са в сп. „Бисер“ през 1913 г. От 1916 до 1918 г. е редактор на старозагорското литературно списание „Хризантеми“. От 1921 до 1948 г. работи като чиновник в Българската народна банка в родния си град. Негови стихове са публикувани в „Златорог“, „Везни“, „Септември“, „Пламък“, „Литературен час“, „Литературен фронт“ и други.
Член е на Съюза на българските писатели.
От 1967 г. е почетен гражданин на Стара Загора. През 1977 г. е удостоен с орден „Народна република България“.
Мирчев организира първата самостоятелна изложба на художника Иван Милев, която се провежда в родния дом на поета.
Умира на 14 април 1982 г.

### От него
Негово дело са следните стихосбирки:
- „Реките викат“ (1920);
- „Тринадесет мистерии“ (1921, заедно с Иван Хаджихристов);
- „Есенна флейта“ (1924);
- „Елегии“ (1926);
- „Видения“ (1928);
- „Отстранена земя“ (1929);
- „Златно и синьо“ (1935);
- „Сонети“ (1935);
- „Кажете, небеса“ (1942);
- „Сонети за житото“ (1942);
- „Самарско знаме“ (1951);
- „Срещи с Гео“ (1956);
- „Прозорецът се отваря“ (1957);
- „Звезди над Нева“ (1961);
- „Чудесното преображение“ (1963);
- „Парламент на чувствата“ (1965);
- „Часовник на стареца“ (1967);
- „Избрани стихове“ (1968);
- „Есенни наздравици“ (1971);
- „Гнездо от съчки“ (1976);
- „Младост“ (1977);
- „Цигулка под прозореца“ (1980);
- „Розовият хляб“ (1982).[1]

### За него
За него са написани следните книги:
- „Иван Мирчев. Литературно-критически очерк“, с автор Петър Тонков;
- „Отложена старост“, с автор Георги Димитров.[1]